# Solakzade Mehmed Hemdemi
Solakzade Mehmed Hemdemi (n. 1590 – d. 1658), cunoscut simplu și ca Hemdemi, a fost un istoric și compozitor din Imperiul Otoman. 
Hemdemi a scris, printre altele, despre campaniile purtate de Baiazid împotriva domnului Mircea I cel Bătrân al Țării Românești. Scriind o perioadă de timp mai târziu, Hemdemi face parte din stilul istoriografic caracteristic apogeului Imperiului Otoman, în care amănunte defavorabile sultanilor sunt omise, în favoarea sublinierii victoriilor militare. De exemplu, Hemdemi a caracterizat lupta lui Baiazid împotriva lui Mircea ca fiind „rapidă și categorică”, în timp ce surse mai timpurii o vor descrie ca una costisitoare, care le-a adus mari pierderi otomanilor.